# 1969 no Brasil
Esta é uma cronologia dos fatos acontecimentos de ano 1969 no Brasil.

## Incumbentes
- Presidente do Brasil -  Marechal Artur da Costa e Silva (15 de março de 1967 - 31 de agosto de 1969)
- Junta militar de 1969 (31 de agosto de 1969 - 30 de outubro de 1969)
- Presidente do Brasil -  Emílio Garrastazu Médici (30 de outubro de 1969 - 15 de março de 1974)

## Eventos
- 26 de fevereiro: Presidente Artur da Costa e Silva edita o AI-7, que suspende as eleições para governadores e prefeitos.[1]
- 20 de março: É fundada a Empresa Brasileira de Correios e Telégrafos (ECT), uma empresa pública que substitui a Departamento de Correios e Telégrafos (DCT).
- 16 de abril: O mafioso Castor de Andrade é preso pela segunda vez. Castor de Andrade foi solto no início do mês de Maio de 1969, ficando detido por menos de um mês em Ilha das Flores, desta forma marcando a última vez que fora detido pelo regime militar, o início de sua relação com o mesmo e a evidente falta de esforços para o combate ao crime e ao poder paralelo que se tinha instalado no país.[2]
- 19 de agosto: Criação da Embraer.
- 31 de agosto: Uma junta militar composta pelos ministros Aurélio de Lira Tavares, do Exército, Augusto Rademaker, da Marinha, e Márcio de Sousa e Melo, da Aeronáutica, assume o poder no lugar do presidente Artur da Costa e Silva, afastado por doença.[3]
- 1 de setembro:Estreia o telejornal Jornal Nacional da Rede Globo de Televisão.
- 4 de setembro: O embaixador dos Estados Unidos no Brasil, Charles Burke Elbrick, é sequestrado por dois membros armados do grupo revolucionário MR-8 e da ALN, no Rio de Janeiro.[4]
- 7 de setembro: O embaixador dos Estados Unidos no Brasil, Charles Burke Elbrick, é libertado por membros armados do grupo revolucionário MR-8, no Rio de Janeiro.[5]
- 18 de setembro: No Rio de Janeiro, a Junta Governativa Provisória assina o decreto-lei, que estabelece a nova Lei de Segurança Nacional.[6]
- 15 de outubro: Três ministros militares assinam no Rio de Janeiro, os atos complementares, que ordenam a reabertura do Congresso Nacional do Brasil.[7]
- 17 de outubro: A junta militar promulga a Emenda Constitucional n°1, conhecida como Constituição de 1969.[8]
- 25 de outubro: O candidato da Arena, Emílio Garrastazu Médici, é eleito presidente do Brasil por uma sessão conjunta do Congresso, especialmente reaberto pelo AI-16.[9]
- 30 de outubro: Toma posse como o 28° presidente do Brasil, Emílio Garrastazu Médici, sem eleições diretas.[10]
- 4 de novembro: O líder da Ação Libertadora Nacional, Carlos Marighella, é morto a tiros de metralhadora por agentes do DOPS em São Paulo.[11][12]
- 19 de novembro: Pelé, do Santos, marca seu milésimo gol, vencendo o Vasco da Gama por 2 a 1 no Estádio do Maracanã.[13]

## Nascimentos
- 1 de janeiro: Viola, ex-futebolista.
- 3 de janeiro: Matheus Nachtergaele, ator.
- 9 de janeiro: Paulinho Kobayashi, ex-futebolista.
- 10 de janeiro: Augusto Saldanha, surfista.
- 16 de janeiro:
  - Daniela Escobar, atriz e apresentadora.
  - Ivo Pessoa, cantor e compositor.
- 20 de janeiro: Wágner, ex-futebolista.
- 31 de outubro: Alec Duarte, jornalista.

## Mortes
- 4 de novembro: Carlos Marighella, líder da Ação Libertadora Nacional (n. 5 de dezembro de 1911).
- 17 de dezembro: Artur da Costa e Silva, 27º presidente do Brasil (n. 1899).